# Шелканово (Бірський район)
Шелка́ново (рос. Шелканово, башк. Шалҡан) — село у складі Бірського району Башкортостану, Росія. Входить до складу Маядиковської сільської ради.
Населення — 576 осіб (2010; 560 у 2002).
Національний склад:
- марійці — 90 %